# Cóc Ai Lao
Cóc Ai Lao, danh pháp khoa học: Bufo ailaoanus, tên tiếng Anh: Ailao Toad, tiếng Trung: 哀牢蟾蜍 - Ai Lao thiềm thừ, là một loài cóc trong họ Bufonidae. Nó là loài đặc hữu của Trung Quốc. Các môi trường sống tự nhiên của chúng là các khu rừng vùng núi ẩm nhiệt đới hoặc cận nhiệt đới và sông. Nó được thấy ở khu bảo tồn thiên nhiên Ai Lao Sơn ở Vân Nam. Loài cóc này được mô tả lần đầu vào năm 1984 và từ đó không được nhìn thấy, do rất khó gặp chúng vì có thể chúng rất hiếm.